# 平野宏治
平野 宏治（ひらのこうじ　CGプロデューサー・VFXスーパーバイザー・プロデューサー）

## 来歴
福岡県北九州市出身。デジタルハリウッドを出て福岡を拠点にCMなどの映像制作でCG、編集に携わる。
拠点を東京へ移し映画、ドラマを中心とした制作プロデューサーとして携わり、その後CG会社の立ち上げをきっかけにCGプロデューサー、VFXスーパーバイザーとして活動し多くの作品に携わる。

## VFX・CG作品
2021年
映画
- ヤクザと家族 The Family　CGプロデューサー

配信
- フォローされたら終わり　CGプロデューサー

2022年
映画
- HiGH&LOW THE WORST X　CGプロデューサー

2023年
配信
- PORTAL-X　CGプロデューサー

映画
- ヴィレッジ　CGプロデューサー/コンセプトデザイン[2]

2024年
配信
- インフォーマ -闇を生きる獣たち-　VFXスーパーバイザー
- パレード　CGプロデューサー/デザイン[3]
- 1122 いいふうふ　CGプロデューサー

映画
- 正体　VFXプロデューサー[4]
- 青春18×2 君へと続く道　VFXスーパーバイザー[5]
- 恋は真っ赤に燃えて　VFXスーパーバイザー[6]

## プロデューサー作品
2008年
- KIDS　ラインプロデューサー

2011年
- ジーン・ワルツ　ラインプロデューサー

2012年
- るろうに剣心　ラインプロデューサー

2014年
- 黒執事　ラインプロデューサー

2016年
- アズミ・ハルコは行方不明　共同プロデューサー
- オオカミ少女と黒王子　アソシエイトプロデューサー
- サブイボマスク　アソシエイトプロデューサー

2017年
- 悪と仮面のルール　プロデューサー

2019年
- キングダム　プロデューサー
- デイアンドナイト　アソシエイトプロデューサー

2020年
- AI崩壊　プロデューサー

2022年
- 水のない海　プロデューサー

## MUSIC VIDEO
- SPiCYSOL「Lens」　CGプロデューサー
- Myuk「アイセタ」「Snow」　CGプロデューサー
- L'Arc〜en〜Ciel「FOREVER」　CGプロデューサー
- HIKAKIN「ウ”ィ”エ” ヒカキンVer.」　CGプロデューサー
- EXILE「PARADOX」　プロデューサー/CGプロデューサー
- 7ORDER「LIFE」　プロデューサー
- KIM HYUN JOONG「LIVE2020 OP」
- EXILE TAKAHIRO「YOU are ROCK STAR」「Last Night」　プロデューサー/CGプロデューサー
- 刀剣男士 formation of 三百年「鼓動」　プロデューサー/CGプロデューサー
- THE RAMPAGE from EXILE TRIBE「Lightning」　プロデューサー
- MIGHTY WARRIORS「DREAM BOYS」「GOOD LIFE」　プロデューサー

三代目 J SOUL BROTHERS from EXILE TRIBE
- Honey　プロデューサー
- 100 SEASONS　プロデューサー/CGプロデューサー
- Movin'on　プロデューサー
- Rat-tat-tat　プロデューサー
- 冬空　プロデューサー/CGプロデューサー
- White Wings　プロデューサー/CGプロデューサー
- 線香花火リリックMV　プロデューサー

GENERATIONS from EXILE TRIBE
- 少年　プロデューサー
- BIG CITY RODEO　プロデューサー
- F.L.Y. BOYS F.L.Y. GIRLS　プロデューサー
- Y.M.C.A.　プロデューサー/CGプロデューサー
- RUN THIS TOWN　プロデューサー
- ALRIGHT! ALRIGHT!　プロデューサー

## CM
- オリオンビール　オリオン・ザ・プレミアム　CGプロデューサー
- ahamo　ahamoの扉篇　CGプロデューサー
- ガリバー　全力少年スタジアム篇　CGプロデューサー

## 関連会社
- DIGTAL-ATOM-LABO